# Kerli
Kerli Kõiv (7. veljače 1987., Elva, Estonija) je estonska pjevačica koja je bolje poznata pod umjetničkim imenom Kerli.

## Djetinjstvo
Kerli je odrasla u obitelji koju su činili njena majka, otac i sestra Eliisa. Roditelji su joj se rastavili kada je imala 16 godina. Napisala je pjesmu 'Supergirl' u kojoj govori što bi rekla i učinila da je bila u majčinom tijelu za vrijeme rastave. Sa šesnaest godina napustila je školu kako bi ostvarila glazbenu karijeru.

## Počeci karijere
2002. godine nastupala je u dječjem pjevačkom natjecanju Laulukarussell (hrv. Vrtuljak pjesama) i pobijedila s pjesmom 'Bridge Over Troubled Water'.
Također 2002. godine lagala je o svojim godinama i prijavila se za natjecanje u Fizz Superstar, u kojem je minimalna dob za prijavu 15 godina. Pobijedila je u natjecanju i dobila ugovor s izdavačkom kućom Universal Music Sweeden (Švedska). 
2003. godine kada je imala šesnaest godina preselila se je u Stockholm. Iste se godine natjecala u emisiji Melodifestivalen (švedski izbor za predstavnika za Eurosong). Eliminirana je u drugom polufinalu. Dvije godine je bila u Stockholmu i radila je s mnogo producenata zbog nedostatka novca.
2004. godine natjecala se je za predstavnika Estonije za Eurosong (Eurolaul). Osvojila je drugo mjesto s pjesmom 'Beautiful Inside'.
2005. godine odselila je u SAD i nastavila nastupati.
2006. godine potpisala je ugovor s izdavačkom kućom Island Records. 

## 2007. Kerli EP
Nakon što je potpisala ugovor s Island Recordsom, radila je s producentom i tekstopiscem Davidom Mauriceom na par autobiografskih pjesama koje su izdane na Kerlinom prvom EP-u. 

## 2008. Love Is Dead
Debitantski alubum 'Love Is Dead' izašao je 8. srpnja 2008. Istoimena pjesma s albuma puštena je u prodaju kao promotivni singl. 'Walking On Air' je prvi singl s albuma. Izašao je 8. travnja 2008. 

## Utopia
Njezin drugi studijski album "Utopia" izašao je 2013. godine. Na albumu se nalazi 8 pjesama uključujući "Army Of Love" iz 2010. godine i "Zero Gravity". Army Of Love je završio na prvom mjestu Billboardove Dance/club ljestvice.
"Zero Gravity" drugi singl, izašao 20. ožujka 2012. Kerli je dobila pozitivne kritike na video uradak. Pjesma je također završila na prvom mjestu Billboardove Dance/Club ljestvice.
Kerli je zatim objavila spot za pjesmu "The Lucky Ones" krajem 2012. godine, pjesma je također ušla u Dance/club ljestvicu ali se nije uspjela plasirati na prvo mjesto kao prethodne dvije s albuma. Kerli je najavila da će objaviti spotove za još dvije pjesme, "Love Me Or Leave Me" i "Can't Control The Kids".

## Diskografija
- Kerli (2007.) - EP
- Love Is Dead (2008.)

## Nagrade i nominacije
| Godina | Nominiran rad | Nagrada                                     | Rezultati  |
| ------ | ------------- | ------------------------------------------- | ---------- |
| 2008.  | Kerli         | MTV Europe Music Awards for Best Baltic Act | Nominirana |

## Vanjske poveznice
- Službene stranice  Arhivirana inačica izvorne stranice od 27. rujna 2010. (Wayback Machine)
- Kerli Eksluzivni inervju u časopisu WeirdMusic  Arhivirana inačica izvorne stranice od 27. lipnja 2012. (Wayback Machine)